# Weighted random early detection
Weighted random early detection (WRED) /Взвешенное Произвольное Раннее Обнаружение/ — один из алгоритмов AQM для управления переполнением очередей маршрутизаторов, с возможностями предотвращения перегрузок.

## Общие положения
Оно является расширением Random early detection (RED), где одна очередь может иметь несколько различных пороговых размеров очереди. Пороговый размер каждой очереди связан с конкретной реализацией QoS: IP precedence или DSCP (для DiffServ) и тому подобное.
Например, очереди могут иметь более низкие пороговые значения для более низких приоритетов пакета. Это приведет к отбрасыванию пакетов с низким приоритетом, а следовательно, к защите пакетов с более высоким приоритетом в той же очереди.